# Bob Weiss
Robert William Weiss (Easton (Pensilvânia), 7 de maio de 1942) é um ex-jogador e atual treinador de basquetebol norte-americano. Ele atualmente é treinador do Shanxi Zhongyu da Chinese Basketball Association.

## Carreira
Como jogador, começou a sua carreira na Universidade Estadual da Pensilvânia, onde obteve uma estatística de 16.3 jogos por temporada. Em 1965, foi selecionado no Draft pelo Philadelphia 76ers da National Basketball Association. Weiss fez parte do elenco campeão de 1967, tendo sido transferido posteriormente para o Seattle SuperSonics. Weiss jogou doze temporadas na NBA, incluindo seis com o Chicago Bulls.
Após sua aposentadoria como jogador em 1977, Weiss ingressou no Los Angeles Clippers como assistente técnico. Em 1980, tornou-se treinador do Dallas Mavericks, como uma franquia de expansão. Após seis temporadas no Dallas, Weiss aceitou tornar-se treinador do San Antonio Spurs em 1986. Ele treinou o Spurs por duas temporadas, tendo liderado o time aos playoffs em 1988.
Após uma temporada como assistente no Orlando Magic, transferiu-se para o Atlanta Hawks, onde esteve durante três sessões e obteve uma sequência de 124-122 e levou a equipe duas vezes para os playoffs. Saiu do Hawks em 1993 e ficou um ano como treinador principal do Los Angeles Clippers, antes de tornar-se assistente do Seattle SuperSonics. Permaneceu neste cargo até 2005, quando foi promovido a técnico principal, em 18 de julho de 2005. Após iniciar a temporada da NBA de 2005-06 com uma sequência de 13-17, ele resignou ao cargo, tornando-se treinador do Shanxi Zhongyu, da China.